# Castelnau-le-Crès FC
Castelnau-le-Crès FC is een Franse voetbalclub uit Castelnau-le-Lez en Le Crès, die uitkomt in de Division d'Honneur. De clubkleuren zijn groen en blauw. De thuiswedstrijden van Castelnau-le-Crès FC worden voornamelijk afgewerkt in het Stade Jaques Robert.

## Erelijst
Kampioenschap Languedoc-Roussillon
2003

## Practical joke
Castelnau-le-Crès FC kreeg sinds juni 2010 enige bekendheid middels een komisch filmpje op het internet. De amateurclub kon normaliter gedurende het seizoen rekenen op steun van enkele tientallen supporters, maar tijdens een practical joke van de komiek Rémi Gaillard werd de vereniging op 16 mei 2010 plots overdonderd nadat er honderden supporters in de clubkleuren van Castelnau werden verzameld. Met spelersbussen kwamen de supporters aan op het bescheiden complex, waarna de toeschouwers met vlaggen, waves en diverse liederen een heuse Champions League-finale nabootsten. Doordat er een streaker het veld opkwam en later nog supporters het veld bestormden, werd de wedstrijd tegen Le Vigan PVAFC tijdelijk gestaakt, maar uiteindelijk kon de wedstrijd toch worden uitgespeeld (7-0 winst).

## Bekende (ex-)spelers
- Grégory Carmona
- Cédric Joqueviel
- William Quevedo
- Grégory Vignal